# Фајно
Фајно или Фено је у грчкој митологији било име више личности.

## Митологија
1. Фајно или Фено (лат. phaino) је била нимфа. Њено име има значење „појавити се“ или „блистава“, па је могуће да је била Нефела појаве облачности или Најада чистих, светлих извора. Хомер ју је сврстао у Океаниде у својим химнама.[1]
2. Фено је према Паусанији била кћерка Клитија из Атине[2] удата за Ламедонта, са којим је имала кћерку Зеуксипу.[3]

## Напомена
У грчкој митологији је позната и личност под именом Фена.